# Glybotjka
Glybotjka (ryska: Глыбочка) är ett vattendrag i Belarus.   Det ligger i voblasten Vitsebsks voblast, i den norra delen av landet, 200 km nordost om huvudstaden Minsk.
Omgivningarna runt Glybotjka är en mosaik av jordbruksmark och naturlig växtlighet. Runt Glybotjka är det glesbefolkat, med 14 invånare per kvadratkilometer.